# Brouwerij Van der Donckt
De Bouwerij Van der Donckt is een voormalige brouwerij in het Belgische dorp Etikhove. De brouwerij was actief tot 1961 na drie generaties in dezelfde familie.

## Bieren[2]
De brouwerij handelde onder verschillende biernamen, waaronder:
- Bier Van der Donckt
- Speciaal Superior Van Der Donckt
- Speciale Etik Oud